# Matériel moteur des chemins de fer en Allemagne
Le matériel moteur de la Deutsche Bahn listé ci-après comprend les séries d'automotrices et de locomotives en service à la DB AG après le 1er janvier 1994.
Ces séries sont classées selon le schéma de classification du matériel moteur des chemins de fer allemands en vigueur depuis le 1er janvier 1968.

## Locomotives à vapeur
Seules subsistent quelques locomotives à voie étroite de la série 099 qui ont été incorporées dans le parc de la Deutsche Bahn à la création de cette dernière à la suite de la réforme des chemins de fer allemands.

## Locomotives électriques

### Locomotives monocourant 15 kV 16,7 Hz
- Série 101
- Série 103.1 (radiées)
- Série 109 ex DR 211 (radiées)

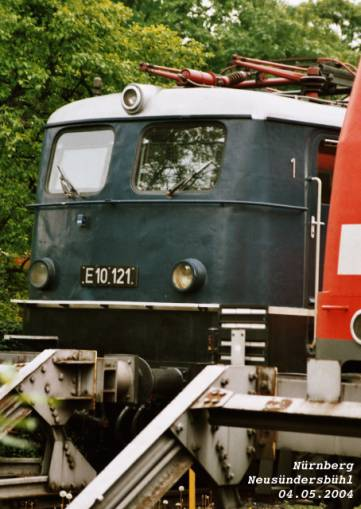
Locomotive E10 121 à Nuremberg

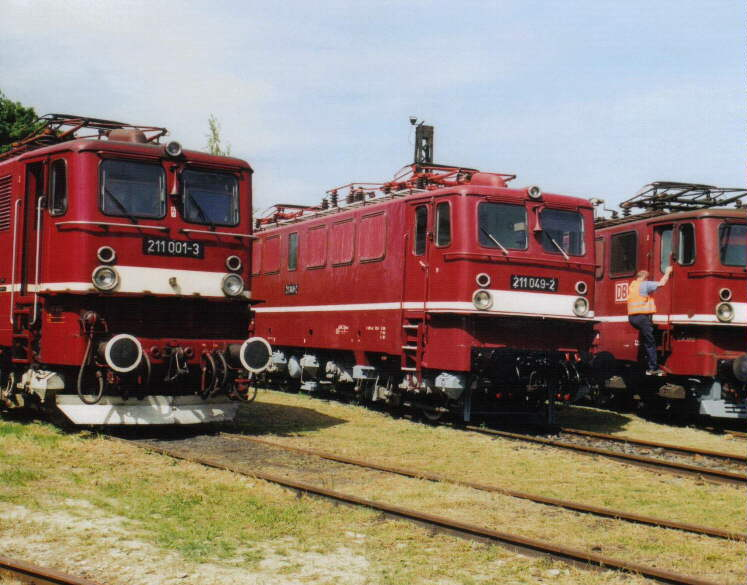
Locomotives 211 001 et 211 049 en mai 2003 à Weimar

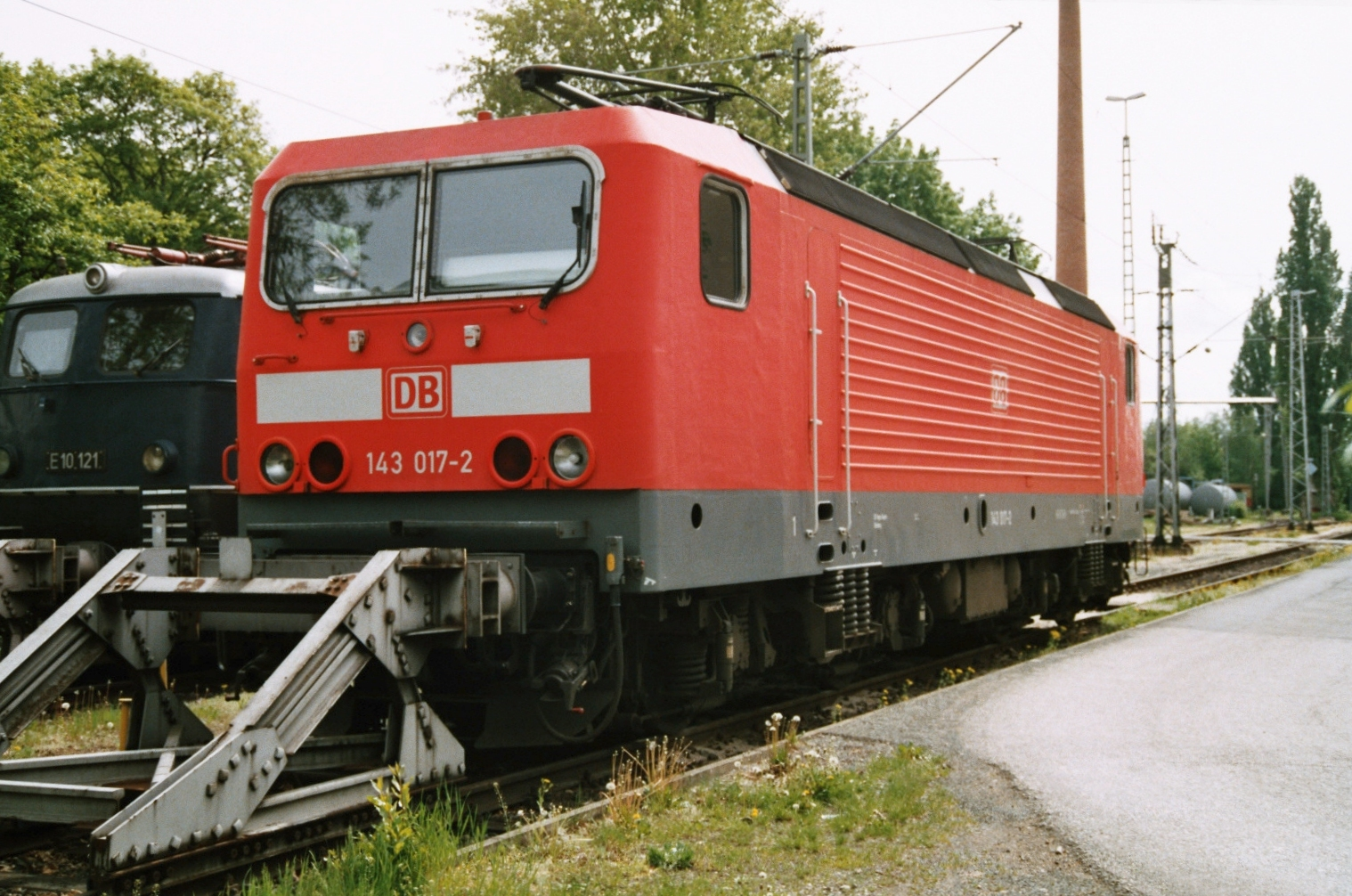
Locomotive 143 017-2 à Nuremberg

- Série 110 ex DB E10 (retirées du service à la DB)
- Série 111
- Série 112 ex DR 212
- Série 113 ex DB E10.12 (radiées)
- Série 114 ex DR 212, ex 112.0
- Série 115 ex la DB AG 110 (pour des DB-Autozug)
- Série 120 (radiées en 2020)
- Série 127 (prototype, Siemens « EuroSprinter »)
- Série 128 (prototype, Adtranz 12X)
- Série 139 (radiées ou revendues à des opérateurs privés)
- Série 140 ex DB E40 (radiées ou revendues)
- Série 141 ex DB E41 (retirées du service en décembre 2006)
- Série 142 ex DR 242 (radiées)
- Série 143 ex DR 243
- Série 145 (Bombardier TRAXX F140 AC)
- Série 146 (Bombardier TRAXX P160 AC)
- Série 150 (radiées)
- Série 151 (en cours de radiation ou revendues)
- Série 152 (Siemens EuroSprinter ES 64 F)
- Série 155 ex DR 250
- Série 156 ex DR 252 (vendu à MCE)
- Série 171 ex DR 251, 25 kV 50 Hz (Rübelandbahn ; garé, affecté à Railion-Tocher en Roumanie)

### Locomotives polycourant
- Série 180 ex DR 230, 15 kV 16,7 Hz, 3 kV= (pour le trafic international vers la Tchéquie et la Pologne)
- Série 181 15 kV 16,7 Hz, 25 kV 50 Hz (pour le trafic international vers la France, la Belgique et le Luxembourg)
- Série 182 15 kV 16,7 Hz, 25 kV 50 Hz (pour le trafic international vers la Hongrie et la Tchéquie ; baugleich ÖBB « Taurus »)
- Série 185 15 kV 16,7 Hz, 25 kV 50 Hz (Bombardier TRAXX F140 AC)
- Série 189 15 kV 16,7 Hz, 25 kV 50 Hz, 1,5 kV=, 3 kV= (Siemens EuroSprinter ES 64 F4)

## Locomotives Diesel
- Série 201 ex DR V 100 (de) (radiées)

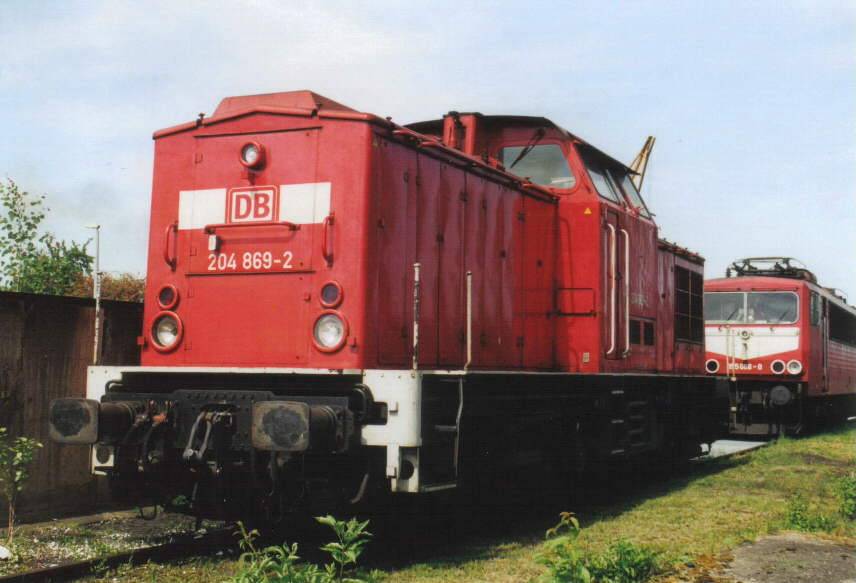
204 869 à Weimar

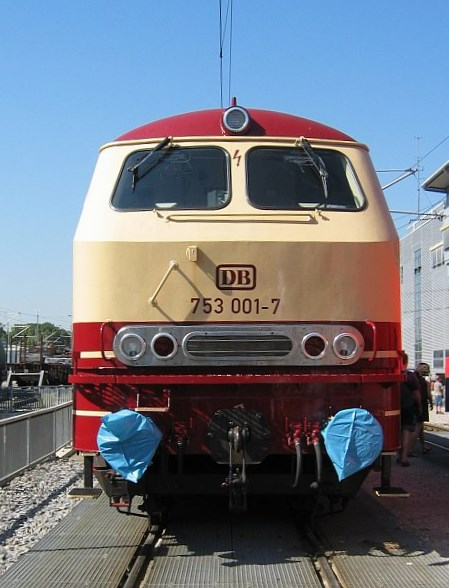
753 001-7, série V 162, au dépôt à Munich

- Série 202 ex DR 112, ex DR V 100 (radiées)
- Série 203 ex DR V 100 (série 202 modernisée)
- Série 204 ex DR 114, ex DR V 100
- Série 211 ex DB V 100 (radiées)
- Série 212 ex DB V 100 (radiées)
- Série 213 ex DB V 100 (radiées)
- Série 215 (radiées)
- Série 216 ex DB V 160 (radiées ou revendues)
- Série 217 ex DB V 162 (radiées ou revendues)
- Série 218 (en partie radiées)
- Série 219 ex DR 119 « U-Boot » (radiées)
- Série 220 ex DR 120, ex DR V 200 « Taigatrommel » (radiées)
- Série 225 locomotives des séries 215/218 achetées par Railion
- Série 226 locomotives de dépannage pour les ICE
- Série 228 ex DR 118, ex DR V 180 (radiées)
- Série 229 version remotorisée de la série 219 « U-Boot » ex-DR (radiées)
- Série 232 ex DR 132 (« Ludmilla »)
- Série 233 version remotorisée de la série 232
- Série 234 version remotorisée de la série 232 avec conduite des trains en navettes ; vitesse maximale 140 km/h
- Série 240 DE 1024 (radiées)
- Série 241 variante dérivée de la série 232 pour le transport transfrontalier aux Pays-Bas
- Série 245 (Bombardier TRAXX P160 DE ME)
- Série 290 ex DB V 90 (de)
- Série 291 dérivée de la série 290 (motorisation différente)
- Série 294 dérivée de la série 290 (télécommande radio)
- Série 295 dérivée de la série 291 (télécommande radio)
- Série 296 dérivée de la série 290 (motorisation différente, 2 télécommandes radio)
- Série 298 ex DR V 100, ex DR 111
- Série 299 ex DR V 100, variante de la locomotive à voie étroite (vendues à HSB)

## Locotracteurs
- Série 310 ex DR 100, Kö II
- Série 311 ex DR 101, ex DR V 15
- Série 312 ex DR 102
- Série 321 Köf II
- Série 322 Köf II
- Série 323 Köf II
- Série 324 Köf II
- Série 332 Köf III
- Série 333 Köf III
- Série 335 Köf III
- Série 344 variante dérivée de la BR 346 avec motorisation à consommation optimisée (radiées)
- Série 345/346 ex DR 106, ex DR V 60 (radiées)
- Série 347 ex DR V 60, variante pour la voie large de 1 524 mm, dans le port de Mukran
- Série 351 affectée à Railion-Allemagne en gare de triage de Brunswick, louée à Verkehrsbetriebe Peine-Salzgitter (VPS)
- Série 352 affectée à DB Fernverkehr (trafic à grande distance), louée à Vossloh Locomotives, Kiel
- Série 360 ex série 260, anciennement V60
- Série 361 ex série 261, anciennement V60 (version à double convertisseur de couple hydraulique)
- Série 362 transformation d'une série 364, anciennement V60 (remotorisation)
- Série 363 transformation d'une série 365, anciennement V60 (remotorisation)
- Série 364 transformation d'une série 360, anciennement V60 (télécommande radio)
- Série 365 transformation d'une série 361, anciennement V60 (télécommande radio)
- ASF (Kleinlok) 383 ex DR ASF
- Série 399 (de) (série collective pour locotracteurs à voie étroite)
- 399 101-104 (ligne de l'île de Wangerooge, nouvelle désignation de la série 329 (de) ; vendus)
- 399 105-106 (ligne de l'île de Wangerooge, conception L 30 H)
- 399 107-108 (ligne de l'île de Wangerooge, fabrication Schöma)
- 399 110-111 (Kö II du chemin de fer industriel de Halle (Saale) (de) ; radiés)
- 399 112-113 (V 10 C du Spreewaldbahn, ultérieurement des HSB, chemins de fer à voie étroite du Harz ; vendus)
- 399 114-116 (Kö II des HSB ; revendues)
- 399 130 (vendu aux HSB)

Séries retirées du service :
- Série 236 ex locotracteur WR 360 C 14 de l'armée allemande, anciennement V36

## Automotrices électriques
- Série 401 (ICE 1)
- Série 402 (ICE 2)
- Série 403 (ICE 3)
- Série 406 (ICE 3M et ICE 3MF)
- Série 407 (Velaro D)

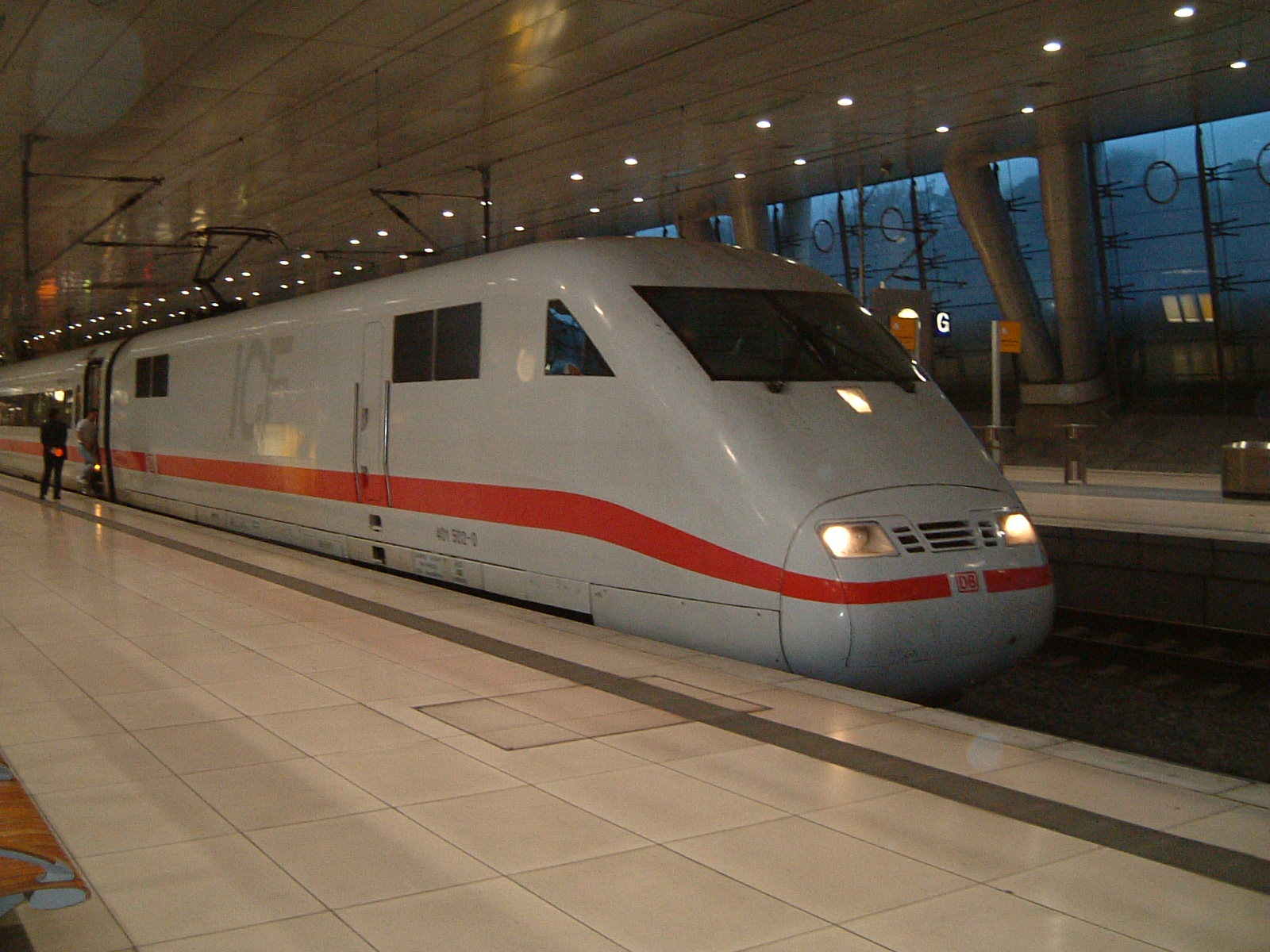
Série 401

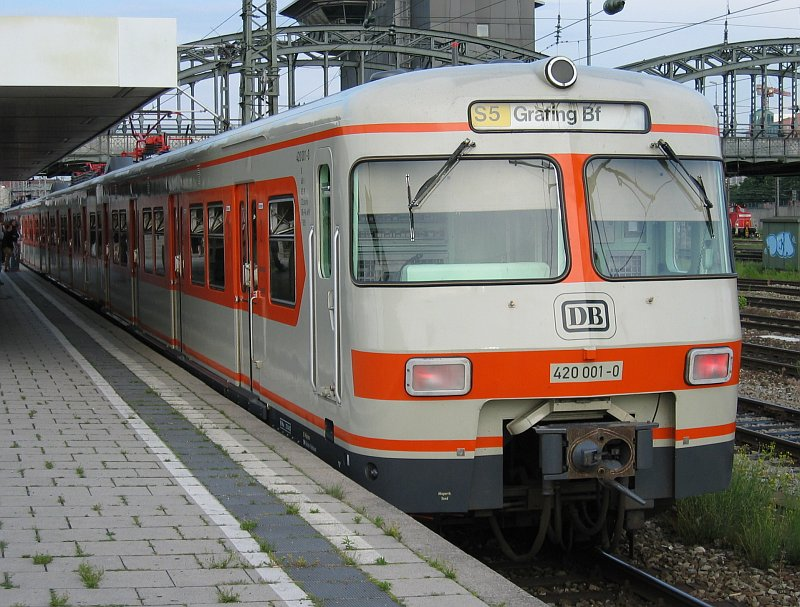
Série 420

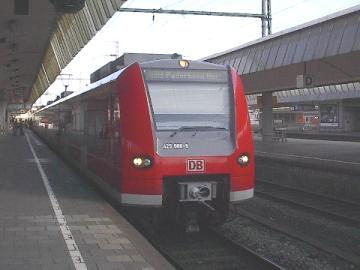
Série 425

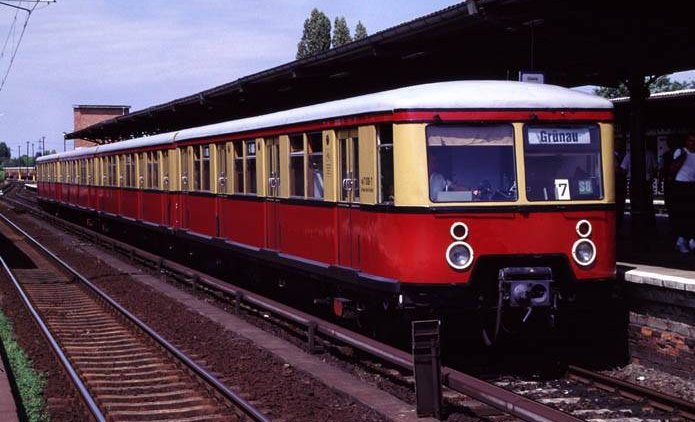
Série 477

- Série 409 (Rames Thalys de la SNCF)
- Série 410 (véhicules d'essai et de mesure de la famille des ICE : ICE V et ICE S)
- Série 411 (ICE T)
- Série 415 (ICE T)
- Série 420 (réseaux express régionaux, entre autres à Francfort, Munich, Stuttgart et Rhin-Ruhr, remorque intermédiaire BR 421)
- Série 423 (réseaux express régionaux, entre autres à Francfort, Munich et Stuttgart, remorque intermédiaire BR 433)
- Série 424 (réseau express régional Hanovre, remorque intermédiaire BR 434)
- Série 425 (trafic régional et réseau express régional Rhin-Neckar, remorque intermédiaire BR 435)
- Série 426 (Deutsche Bahn S.A.)
- Série 445 Doppelstock-ET « Meridian », seulement un modèle de démonstration
- Série 450 (tram-train de Karlsruhe)
- Série 451 (Saarbahn Sarrebruck)
- Série 452 (RegioTram Kassel)
- Série 470 (réseau express régional Hambourg ; radiés)
- Série 471 (réseau express régional Hambourg ; radiés)
- Série 472 (réseau express régional Hambourg ; 1200 V=, troisième rail, remorque intermédiaire BR 473)
- Série 474 (réseau express régional Hambourg ; 1200 V=, troisième rail)
- Série 475 (réseau express régional Berlin ; radiés)
- Série 476 (réseau express régional Berlin ; radiés)
- Série 477 (réseau express régional Berlin ; radiés)
- Série 479 (3 rames pour l'Oberweissbacher Bergbahn et le Buckower Kleinbahn, cette dernière vendue)
- Série 480 (réseau express régional Berlin)
- Série 481 (réseau express régional Berlin) remorque intermédiaire 482
- Série 485 (réseau express régional Berlin)
- Série 491 (en) (« train de verre », panoramique ; dernier exemplaire radié à la suite d'un accident)

## Rames automotrices à batteries
- Série 515 (radiés en 1995)

## Rames automotrices Diesel

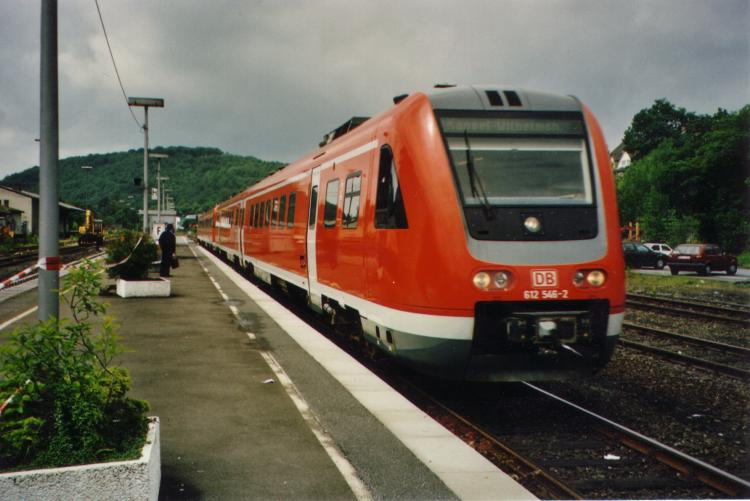
Série 612

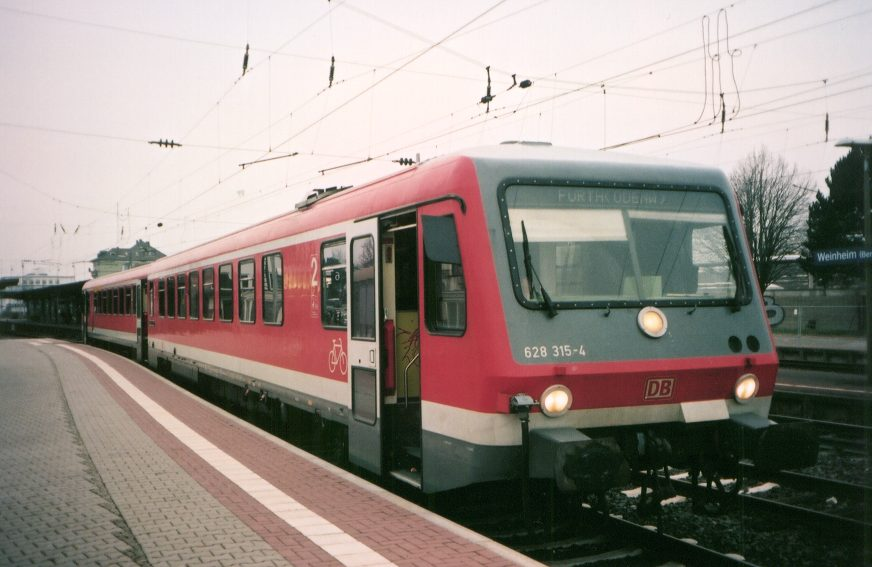
Série 628

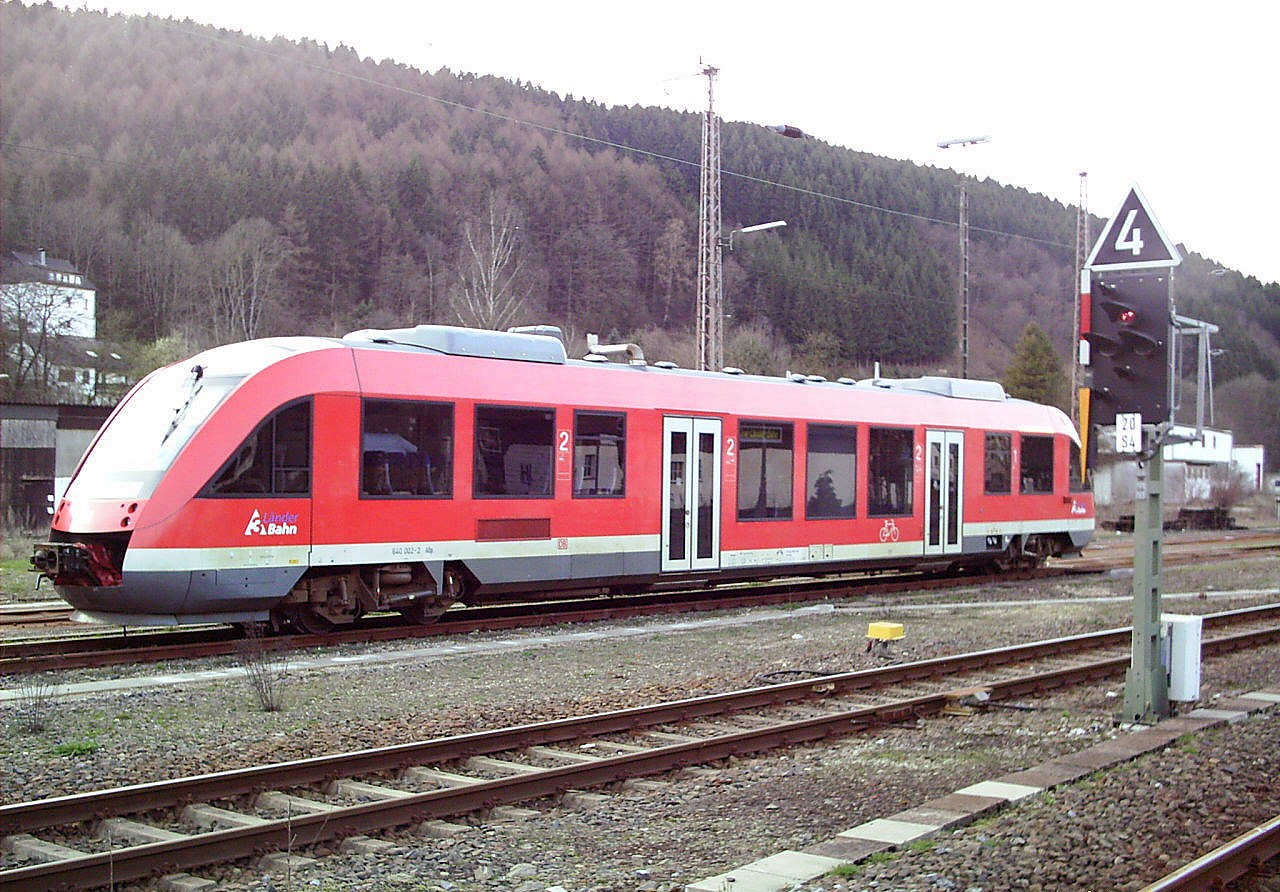
Série 640

- Série 605 (ICE TD parqués à la suite de problèmes techniques ou utilisés au Danemark, désormais radiés)
- Série 610 (technique pendulaire)
- Série 611 (technique pendulaire)
- Série 612 (technique pendulaire)
- Série 614
- Série 618 (Alstom LHB Coradia Lirex)
- Série 620 (Alstom LHB Coradia LINT 81)
- Série 622 (Alstom LHB Coradia LINT 54)
- Série 624 (radiés, loué aux PKP)
- Série 627
- Série 628
- Série 629
- Série 634 garé
- Série 640 (Alstom LHB Coradia LINT 27)
- Série 641 (« Walfisch »), version allemande de X 73500 et X 73900
- Série 642 (Siemens Desiro)
- Série 643 (Bombardier Talent)
- Série 644 (Bombardier Talent)
- Série 646 (Stadler GTW)
- Série 648 (Alstom LHB Coradia LINT 41)
- Série 650 (Stadler Regio-Shuttle RS1)
- Série 670 (autobus ferroviaire ; revendu à DWE et PCE ainsi qu'à FBE)
- Série 672 (Deutsche Wagenbau SA LVT/S, engagement Burgenland-Bahn)
- Série 689 (RegioCitadis du tram-train de Cassel)
- Série 690 (CargoSprinter ; radiés)
- Série 691 (CargoSprinter ; radiés)
- Série 771 ex DR 171, ex DR VT 2.09 (radiés)
- Série 772 ex DR 172 (radiés)

## Matériel de service
- Série 701 (automotrices d’observation des caténaires)
- Série 702 (automotrices d’observation des caténaires)
- Série 703 (véhicule d’entretien des caténaires, IFO)
- Série 704 (automotrices d’observation des caténaires)
- Série 705 (véhicule d’entretien de tunnel, TIF)
- Série 706 (véhicule de montage des caténaires, OMF)
- Série 707 (véhicule de responsable de technologie, TTF)
- Série 708 (automotrices d’observation des caténaires)
- Série 709 (automotrices d’observation des caténaires)
- Série 711.0 (Entretien des caténaires, HIOB)
- Série 711.1 (véhicule d’entretien des caténaires)
- Série 712 (voitures de contrôle du gabarit, PROM)
- Série 713 (train de contrôle du gabarit LIMEZ ; radié)
- Série 714 (locomotive pour train de secours’)
- Série 715 (locomotive pour train de meulage ferroviaire ; propriété de l'entreprise Speno)
- Série 716 (turbine à neige)
- Série 719 (train d'essai ferroviaire)
- Série 723 (voitures de mesure radio ; radiées)
- Série 724 (voitures de mesure - PZB)
- Série 725/726 (train de mesure)
- Série 727 (voitures de mesure - LZB)
- Série 728 (voitures de mesure - PZB)
- Série 732 (voitures de dégivrage du réseau express régional de Hambourg ; radiés)
- Série 740 (automotrices de service de signal)
- Série 750 ex DB 103, DB E 03 (véhicule de mesure)
- Série 751 ex DB 110, DB E 10 (véhicule de mesure)
- Série 752 ex DB 120.0 (véhicule de mesure)
- Série 753 ex DB 217, DB V 162 (véhicule de mesure)
- Série 754 ex DB 232, DR 132 (véhicule de mesure)
- Série 756 ex DB 312, DR 102 (locomotive de manœuvre)
- Série 760 ex DB 360, DB V 60 (locomotive de manœuvre à gaz ex DB 360 877 ; radiée)